# لاين مكدونالد
لاين مكدونالد (بالإنجليزية: Iain McDonald)‏ (14 أغسطس 1952 بإدنبرة في المملكة المتحدة - ) هو لاعب كرة قدم بريطاني في مركز جناح ‏. لعب مع دندي يونايتد ونادي رينجرز.

## وصلات خارجية
- لاين مكدونالد على موقع قاعدة بيانات كرة القدم.إي يو (الإنجليزية)